# Szarvaskút
Szarvaskút (ukránul: Оленьово) falu Ukrajnában, Kárpátalján, a Munkácsi járásban.

## Fekvése
Szolyvától északnyugatra fekvő település.

## Története
A trianoni békeszerződés előtt Bereg vármegye Szolyvai járásához tartozott.
1910-ben 376 lakosából 2 magyar, 47 német, 327 ruszin volt. Ebből 4 római katolikus, 328 görögkatolikus, 44 izraelita volt.